# Dooley (Montana)
Dooley é uma cidade fantasma, localizada no condado de Sheridan, no nordeste do estado de Montana, nos Estados Unidos.

## História
Com a chegada da linha férrea de Soo Line Railroad, vários lotes de terreno da cidade foram vendidos em julho de 1913. A cidade foi implantada na esquina da propriedade do fazendeiro W. D. Dooley, da qual derivou o nome da cidade. Em poucos anos a cidade cresceu, surgiram vários negócios e um centro comunitário. Surgiram gelatarias, restaurantes, um posto de correios, salloons, igrejas, até houve um jornal "The Dooley Sun,", cujo primeiro número foi lançado em 7 de novembro de 1913. Havia também indústria: ferraria, uma fábrica de cigarros, eletricidade fornecida por uma empresa ali instalada, um clube profissional de beisebol.
Apesar de a terra em redor de Dooley terem atraído numerosos fazendeiros devido ao Homestead Act durante os primeiros anos após a conclusão do caminho de ferro/estrada de ferro, a região provou ser inadequada para uma agricultura intensiva (por ser um pouco árida) e por volta da década de 1920, a cidade entrou em declínio até desaparecer por completo em 1957, altura me que fechou a estação dos correios. Na atualidade, apesar de o comboio passar pela localidade, Dooley é uma cidade fantasma, completamente abandonada.
O posto de correios de Dooley funcionou entre 1914 a 1957.O único edifício que se mantém em pé é uma igreja luterana abandonada há muito, a  Rocky Valley Lutheran Church, que foi listada no e National Register of Historic Places em 1993.